# Claudia Dell
Claudia Dell (nacida Claudia Dell Smith; 10 de enero de 1910-5 de septiembre de 1977) fue una showgirl y actriz estadounidense de teatro y cine.

## Primeros años
Dell nació en San Antonio, Texas, el 10 de enero de 1910. Fue a la escuela en San Antonio y en México. Dell era rubia y de ojos azules, con un rostro de porcelana. Medía 1,70 m. En la autobiografía de Bette Davis de 1962, The Lonely Life, hace una referencia de pasada a "Little Claudia Dell", una actriz de los años 30 y principios de los 40, "cuya imagen", comenta Bette, "se utilizó como firma de Columbia Pictures durante años".

## Primeros años de carrera
La tía de Dell, Mary Dell, era actriz de vodevil. Su primera experiencia como artista fue tocar el violín para los soldados en Kelly Field durante la Primera Guerra Mundial.
Después de completar su educación en casa, Dell fue a Nueva York y se convirtió en suplente de Irene Delroy en las Ziegfeld Follies de 1927. Estudió interpretación en una Academia en Nueva York y canto en la Escuela Juilliard. Pronto la enviaron a Londres para protagonizar la comedia musical Mary Mary. La obra duró un año. Mientras estaba en Inglaterra, unos cazatalentos de Warner Brothers le pidieron que fuera a Hollywood. Regresó a Nueva York con su tía tras una gira por el sur de Europa. Claudia se sintió nostálgica, rechazó los papeles que le ofrecieron en dos producciones teatrales y se trasladó a Los Ángeles, donde vivía su familia.

## Hollywood
Dell fue contratada por Warner Bros. para protagonizar varios musicales. Interpretó el papel principal en la lujosa película musical Sweet Kitty Bellairs (1930). Su siguiente papel fue con Al Jolson en Big Boy (1930). En 1930, el público se había cansado de los musicales. Sin embargo, Warner Brothers había empezado a rodar otros dos musicales (estrenados en 1931) en los que Dell obtuvo un papel protagonista. El primero de ellos fue otra fastuosa producción titulada Fifty Million Frenchmen. En la segunda película, Sit Tight (1931), interpretó el interés amoroso de Paul Gregory. Irónicamente, las secuencias musicales de ambas películas se cortaron antes de su estreno. Warner Bros. abandonó su opción en 1931 (junto con la mayoría de sus otras estrellas musicales), y Claudia (que se había asociado con los musicales) fue relegada a las producciones de Poverty Row.

## Películas de cine B
Dell se recuperó en Universal Pictures en Destry Rides Again (1932), protagonizada por el actor vaquero Tom Mix. En 1935, interpretó a la heroína del serial The Lost City. Otras películas de los años 30 en las que apareció fueron Algiers (1938) y We're in the Legion Now! (1936). A finales de la década de 1930, se vio reducida a interpretar papeles secundarios, y en la década de 1940 continuó el declive de su carrera. Participó en producciones de bajo presupuesto como Black Magic (1944), una película de la serie Charlie Chan. También en 1944, participó en "Meeting at Midnight", otra película de Charlie Chan. Tuvo un papel en Call of the Jungle (1944), una aventura en la selva de Monogram Pictures en la que actuaba la estríper Ann Corio.

## Radio
Tras el fracaso de su carrera cinematográfica, Dell estuvo contratada durante cinco años por la RKO e hizo muchos programas del Lux Radio Theater para Cecil B. DeMille y Orson Welles. Tuvo su propio programa de televisión en Nueva York, titulado Leave It to the Girls.
A principios de la década de 1970, Dell tenía un programa de radio sindicado que se emitía en el Medio Oeste titulado The Claudia Dell Show. Escribió una columna sindicada durante ocho años y, en 1973, completó una colaboración con la autora inglesa Helga Moray. Se trataba de un guion televisivo para el programa Theater of the Week.

## Vida personal
Dell y Phillip G. Offin se casaron cuando ella tenía 17 años. Se divorció de él dos años más tarde, en 1930. El 29 de diciembre de 1934, Dell se casó con el agente teatral Edward Silton. Dijo que tenía 22 años. Más tarde se divorciaron. Se casó con Daniel Emmett, fabricante de chicles retirado, en 1947.

## Instructora de modelaje
Trabajó como recepcionista en un salón de belleza de Hollywood e hizo apariciones en los primeros dramas televisivos. En 1973, se convirtió en la directora estudiantil de la John Robert Powers School of Charm and Modeling de Sherman Oaks, California, y del Woodland Hills Promenade. Anteriormente, trabajó durante 12 años como directora de la Escuela John Robert Powers en Beverly Hills, California. Dell dijo: "No hay mejor trabajo que poder estar asociada a una escuela que ayuda a moldear a los jóvenes para el futuro y que da una dimensión totalmente nueva a la vida de una mujer".

## Muerte
Dell murió en Los Ángeles en 1977. Sus restos descansan en el Valhalla Memorial Park Cemetery de North Hollywood.

## Filmografía parcial
| - Montana Moon (1930) - Novia rubia de Froggy (sin acreditar) - Big Boy (1930) - Annabel - 50 Million Frenchmen (1931) - Lu Lu Carroll - Bachelor Apartment (1931) - Lita Andrews - Confessions of a Co-Ed (1931) - Peggy - Left Over Ladies (1931) - Patricia - Scandal for Sale (1932) - Dorothy Pepper - Guilty or Not Guilty (1932) - Ruth Payne - Destry Rides Again (1932) - Sally Dangerfield - The Midnight Lady (1932) - Jean Austin - Hearts of Humanity (1932) - Ruth Sneider - Midnight Warning (1932) - Enid Van Buren - The Big Bluff (1933) - Papel desconocido - The Woman Who Dared (1933) - Mickey Martin - Propetario de la fábrica - Cleopatra (1934) - Octavia - Trails End (1935) - Mrs. Janet Moorehead - Midnight Phantom (1935) - Diana Sullivan | - Speed Limited (1935) - Marjorie - The Lost City (1935, Serial) - Natcha Manyus (imágenes de archivo) - Ghost Patrol (1936) - Natalie Brent - Yellow Cargo (1936) - Fay Temple - What Becomes of the Children? (1936) - Gayle Adams - We're in the Legion Now! (1936) - Yvonne Cartier - Boots of Destiny (1937) - Alice Wilson - A Bride for Henry (1937) - Helen Van Orden - Algiers (1938) - Marie - Angels with Dirty Faces (1938) - Juarez and Maximilian (1939) - Agnes Salm (sin acreditar) - The Mad Empress (1939) - Agnes Salm (sin acreditar) - Sauce for the Gander (1940) - Mrs. Rogers - Spotlight Serenade (1943) - Betty - Call of the Jungle (1944) - Gracie - Black Magic (1944) - Vera Starkey |